# Světadíl

Sedm světadílů

Světadíl se definuje jako oblast se samostatným historicko-geografickým vývojem. Rozlišuje se celkem sedm světadílů: Evropa, Asie, Afrika, Severní Amerika, Jižní Amerika, Austrálie a Antarktida. Evropa a Asie jsou na základě této definice dvěma částmi pevninského kontinentu Eurasie.